# 100 Bullets
100 Bullets is een Amerikaanse stripreeks geschreven door Brian Azzarello en getekend door Eduardo Risso. De serie bestaat uit honderd nummers die van juni 1999 tot en met april 2009 werden uitgegeven door DC/Vertigo.

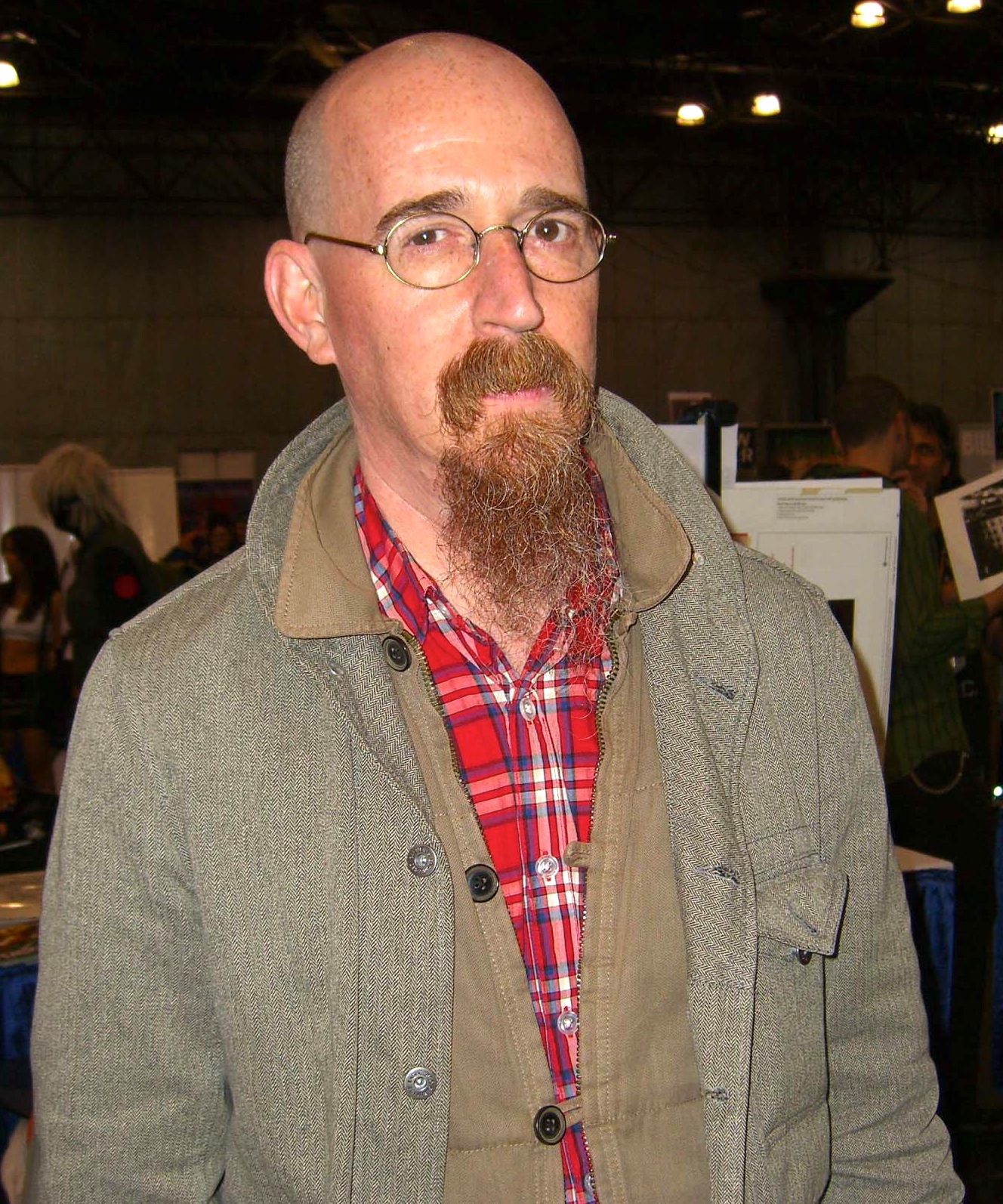
Brian Azzarello

## Verhaal
Een man die zichzelf Agent Graves noemt, benadert mensen die een zwaar verlies hebben geleden doordat ze - zonder het te weten- zijn verraden door iemand die ze vertrouwen. Graves vertelt ieder doelwit wie de ware verantwoordelijke is voor zijn of haar verlies en overhandigt die persoon een koffertje met daarin bewijzen voor wat hij zegt, een geweer en honderd kogels. Daarbij geeft hij de garantie dat ze het wapen kunnen gebruiken zonder daarvoor vervolgd te worden; op het moment dat deze kogels gevonden worden, houdt elk onderzoek naar de zaak waarbij die betrokken zijn onmiddellijk op. Het is aan de doelwitten of ze wel of niet wraak willen nemen. Aan een eventuele moord die ze met deze kogels plegen, zit verder straf noch beloning vast.
Graves blijkt de leider van een voormalige groepering genaamd The Minutemen. De leden hiervan pleegden huurmoorden, vereffenden schulden en verrichtten ander vuil werk in opdracht van de leden van een geheime organisatie genaamd The Trust, ooit gevormd door de hoofden van dertien Europese families. Zij hebben achter de schermen alle werkelijke macht in de Verenigde Staten in handen en staan mijlenver boven de wet. The Minutemen bewaakten daarbij de onderlinge balans tussen de families. Alleen nadat Graves een opdracht van The Trust weigerde, gaf die tussenpersoon en voormalig Minutemen-lid Mr. Shepherd opdracht om de leden van The Minutemen te elimineren. In plaats daarvan hielp Sheperd Graves om een aantal van The Minutemen te verstoppen voor The Trust door ze op andere locaties nieuwe levens te geven, zonder enige herinnering aan hun voormalige leven als huurmoordenaar. Alleen Graves en een lid genaamd Lono hebben hun oorspronkelijke identiteit nog.
Graves beschouwt het als zijn persoonlijke missie om The Minutemen in ere te herstellen. Hiervoor heeft hij zeven leden nodig. Om die bij elkaar te krijgen, zoekt hij nieuwe rekruten om de gesneuvelden op te volgen. Daarnaast zoekt hij voormalige leden op om ze opnieuw te activeren. Bij het horen van het codewoord 'Croatoa' vergeten die namelijk hun valse nieuwe identiteiten en keren hun oorspronkelijke persoonlijkheden en herinneringen terug. Daarnaast stuurt Graves één van zijn andere doelwitten met een geweer en honderd kogels achter Trust-lid Megan Dietrich aan, om de organisatie ervan op de hoogte te brengen dat hij in leven is.

## Stijl
Zowel de manier van schrijven als de manier van tekenen in 100 Bullets zijn voorbeelden van afstammelingen van de film noir- en pulp-genres. Ze tonen moreel dubbelzinnige verhaallijnen met donker realisme.
Volgens de stijl is de stripreeks beïnvloed door films als Pulp Fiction en Reservoir Dogs van Quentin Tarantino, The Usual Suspects van Bryan Singer, Lock, Stock and Two Smoking Barrels van Guy Ritchie en Hard Eight van Paul Thomas Anderson. Verder werd de stripreeks beïnvloed door auteurs als Elmore Leonard, Eddie Bunker, Dashiell Hammett en Raymond Chandler.

## Prijzen
100 Bullets won in 2002 de Harvey Awards voor Beste schrijver, Beste tekenaar en Beste doorlopende serie. In 2003 won de titel Harvey Award voor Beste tekenaar en in 2004 de Eisner Award voor Beste doorlopende serie.

## Uitgaven
100 Bullets verscheen zowel in honderd losse nummers als in dertien verzamelomnibussen, zogenaamde trade paperbacks. Daarin zijn de nummers als volgt verdeeld:
- Volume 1: First Shot, Last Call (#1-5 + Vertigo Winter's Edge #3)
- Volume 2: Split Second Chance (#6-14)
- Volume 3: Hang up on the Hang Low (#15-19)
- Volume 4: A Foregone Tomorrow (#20-30)
- Volume 5: The Counterfifth Detective (#31-36)
- Volume 6: Six Feet Under The Gun (#37-42)
- Volume 7: Samurai (#43-49)
- Volume 8: The Hard Way (#50-58)
- Volume 9: Strychnine Lives (#59-67)
- Volume 10: Decayed (#68-75)
- Volume 11: Once Upon a Crime (#76-83)
- Volume 12: Dirty (#84-88)
- Volume 13: Wilt (#89-100)

Daarnaast verscheen de volledige serie ook verzameld in vijf hardcovers:
- HC 1: (#1-19 + Vertigo Winter's Edge #3)
- HC 2: (#20-36)
- HC 3: (#37-58)
- HC 4: (#59-80)
- HC 5: (#81-100)

## Trivia
- In 2006 verscheen de film Snakes On A Plane uit, alsook het nummer Snakes On A Plane (Bring it) van Cobra Starship, ter promotie van de film. De videoclip hiervan bevat een cameo van Samuel L. Jackson, waarin hij een deel van de serie, Strychnine Lives, leest.